# میکروبلاگینگ

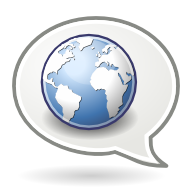
لوگوی سایت میکروبلاگینگ چند سرویسی گویبر.

بلاگ‌نویسی کوچک (به انگلیسی: Microblogging) نوعیوبلاگ‌نویسی است که به کاربران امکان نوشتن متن‌های کوتاه و منتشر کردن آن را می‌دهد. در واقع یکی از انواع وبلاگ‌نویسی است، به‌طوری‌که تعداد کاراکترها در آن محدود است، اما در عوض لب کلام را به‌صورت مستقیم به مخاطب انتقال می‌دهد. میکروبلاگینگ از طریق سایت‌ها و اپلیکیشن‌های میکروبلاگینگ مثل توییتر، تامبلر و… انجام می‌شود.
این ارسال‌ها (پست‌ها) هم برای نمایش عمومی و هم نمایش در گروه‌های محدود که کاربر آن‌ها را انتخاب کرده‌است، به کار می‌رود.
میکروبلاگ کاربران را قادر به تبادل عناصر کوچکی مثل فایل‌های کم حجم و نوشته‌های کوتاه و… می‌کند. به این نوشته‌های کوچک که در میکروبلاگ به اشتراک گذاشته می‌شود، میکروپست می‌گویند. آنچه باید در مورد ایجاد پست در میکروبلاگ مورد توجه قرار بگیرد اختصارگویی است. یکی دیگر از امکاناتی که شبکه‌های اجتماعی میکروبلاگ، در اختیار کاربران قرار می‌دهند، امکان ایجاد پست به روش‌های مختلف است. برای مثال؛ از طریق خود سایت یا پست الکترونیک یا حتی پیام کوتاه امکان ارسال پست وجود دارد.
این پیام‌ها به روش‌های متفاوت تولید می‌شوند. مانند پیام‌های متنی، پیام‌های فوری (مانند پیام‌های فوری یاهو)، نامه‌های الکترونیکی، وب یا شبکه‌های اجتماعی.
میکروبلاگ‌ها و موبلاگ‌ها از نظر حجم پست‌ها از انواع وبلاگ محسوب می‌شوند.
همانند وبلاگ نویسی سنتی، وبلاگ نویسان میکرو در مورد موضوعات مختلف از موضوعات ساده، مانند رفتارهای روزمره بلاگر، تا موضوعات موضوعی تخصصی ارسال استفاده می‌کنند. میکرو وبلاگ‌های تجاری نیز برای تبلیغ وب سایت‌ها، خدمات و محصولات و پروموت در یک سازمان وجود دارند.
امروزه میکروبلاگینگ به واسطه فراگیر شدن اپلیکیشن‌های رسانه‌های اجتماعی مانند اینستاگرام، توییتر و لینکدین می‌توانند به عنوان ابزارهای بازاریابی به روش‌های مختلف شرکت داده شوند و موجب توجه بازاریابان به این فرصت شده‌است.

## سرویس‌های میکروبلاگ
از سرویس‌های میکروبلاگ معروف می‌توان به توییتر، اینستاگرام، لینکدین، ردیت، پینترست، آیدنتیکا، تامبلر، جایکو Jaiku, Plurk و Cif2.net و Pownce اشاره کرد.

### توییتر
توییتر با داشتن بیش از ۳۵۳ میلیون عضو، یکی از پرمخاطب‌ترین و قدیمی‌ترین میکروبلاگ‌ها در سطح جوامع است. این میکروبلاگ محبوب، امکان توییت انواع محتوا به‌صورت عکس، نوشته، فیلم، صدا، لینک و… را دارد. در هر توییت، کاربر فقط می‌تواند ۲۸۰ کاراکتر نوشته منتشر کند.
برای ۷۱ درصد آمریکایی‌ها، توییتر منبع اصلی اخبار است. با وجود این تعداد، توییتر بهترین انتخاب میکروبلاگینگ در سراسر جهان به‌شمار می‌آید. توییتر تعداد ۲۸۰ کاراکتر را به عنوان محدودیت توییت قرار می‌دهد. این پلتفرم تعامل معنادار را با استفاده از retweets، نظرات و لایک‌ها امکان‌پذیر می‌کند. توییتر Moments این امکان را به شما می‌دهد تا توییت‌های مورد علاقه خود را جمع کرده و آنها را به صورت اسلاید ارائه کنید.

### اینستاگرام
یکی از میکروبلاگ محبوب با بیش از ۱۲۰۰ میلیون کاربر فعال است. اینستاگرام یکی از میکروبلاگینگ‌های بصری است که فضای بیشتری نسبت به توییتر در اختیار کاربران قرار می‌دهد. در اینستاگرام کاربر اجازه دارد تا ۲۲۰۰ کاراکتر کپشن برای پست‌ها بنویسد. این در حالی است که تیم اینستاگرام به کاربران توصیه می‌کند برای نمایش بهتر در اکسپلور (Feed) به نوشتن ۲۵۰ کاراکتر بسنده کنند.
وبلاگ نویسان در حال جذب شدن بیشتر به اینستاگرام هستند. آنها پست‌های کوتاه خود را با کارهای گرافیکی عرضه می‌کنند و پیوندهایی به پست یا وب سایت خود اضافه می‌کنند. قابلیت‌هایی مانند لایو، آپلود فیلم در قسمت IGTV، استوری و امکاناتی که برای اکانت‌های بیزینسی ایجاد می‌کند تقریباً اینستاگرام را به محبوب‌ترین پلتفرم میکروبلاگ تبدیل کرده‌است.
با تولید محتوای مناسب و سرگرم‌کننده می‌توان تعداد مناسبی فالوئر را همراه کرد که البته این راه به صبر و حوصله و تبلیغات زیادی نیاز دارد. بسیاری از بلاگرها و اینفلوئنسرها امروزه توانسته‌اند در این بستر به فعالیت بپردازند.

#### رایج‌ترین موضوعات بلاگرها
- بیوتی بلاگر – beauty blogger
- فشن بلاگر – Fashion Blogger
- بلاگر سفر و گردشگری – travel blogger
- بلاگر غذا و خوراک – Food Blogger
- بلاگر خودرو – car influenster
- بلاگر دکوراسیون – interior blogger
- بلاگر طنز – Intertainment influencer
- بلاگر گیمر – Video Game Blogger
- بلاگر اقتصادی – Economy Blogger

### فیسبوک
فیس‌بوک، میکروبلاگ محبوبی که تقریباً با فراگیری سایر میکروبلاگ‌ها مثل توییتر و اینستاگرام دیگر جایگاه سابق را ندارد اما همچنان با ۲۷۴۰ میلیون کاربر فعال بیشترین کاربر فعال را دارد. در فیس‌بوک کاربران می‌توانند انواع محتواهای بصری مثل عکس، فیلم، آلبوم و… را علاوه بر محتوای نوشتاری، به اشتراک بگذارند. فیس‌بوک این اجازه را می‌دهد که مخاطبان را براساس نوع پست و استوری در حال انتشار دسته‌بندی کنید و به آن‌ها زیبایی‌های بصری برای جلب توجه بیشتر مخاطب اضافه کنید. به غیر از نوشتارها و پست‌های منظم، می‌توانید نظرسنجی، پرسشنامه، کارت‌های مجازی، و ویدیوهای زنده ایجاد کنید.
ویژگی بسیار محبوب Facebook Story یکی دیگر از ابزارهای میکرو بلاگینگ در این شبکه اجتماعی است. می‌توانید پست‌های مرتبط را در یک Story گروه‌بندی کنید و به آنها توضیحات جذابی را اضافه کنید. پست‌ها به صورت اسلاید نمایش داده می‌شوند و می‌توانید جلوه‌ها و انیمیشن‌های مختلفی را به آن‌ها اضافه کنید تا جذاب تر به نظر برسند.

### پینترست
یکی از پلتفرم‌های محبوب میکروبلاگرها پینترست است که ۴۴۲ میلیون کاربر فعال دارد. پینترست یک پلتفرم بصری همچون اینستاگرام است اما برخلاف اینستاگرام، پینترست کاملاً بصری است، به جز اینکه می‌توانید یادداشت‌هایی را به تصاویر اضافه کنید. در این پلتفرم می‌توانید تابلوهای پینترست را ایجاد کنید و عکس‌های مربوط را به یک موضوع اصلی پین کنید. در هریک از صفحات، امکان سنجاق‌کردن فیلم، عکس و گیف (Gif) وجود دارد. برای هر عکس یا صفحه می‌توان عنوان و توضیحاتی تا ۵۰۰ کاراکتر اضافه کرد.
همچنین پینترست دارای دسته‌بندی‌های مختلف می‌باشد که طرفدارهای زیادی دارد.

### لینکدین
این میکروبلاگ یکی دیگر از قدرتمندترین میکروبلاگینگ‌هاست که بر پایهٔ کار و تخصص کاربران ایجاد شده‌است. در لینکدین کاربران با انتشار مطالب و تجربیات مرتبط با کار و حرفهٔ خود، مخاطبان خود را به تعامل وامی‌دارند. نشریهٔ تجارت آنلاین TechRepublic لینکدین را چنین توصیف کرده‌است که «به عنوان ابزاری واقعی برای شبکه‌های حرفه‌ای» شناخته شده‌است. لینکدین همچنین به دلیل مفید بودن در تقویت روابط تجاری ستایش شده‌است.

### ردیت
ردیت، سایت میکروبلاگینگ خود را «صفحه اول اینترنت» می‌نامد. گرچه این موضوع ممکن است اغراق‌آمیز به نظر برسد، اما ردیت در بین کاربران اینترنت بسیار محبوب می‌باشد و ۴۳۰ میلیون کاربر فعال دارد.
ردیت مانند مجموعه‌ای از انجمن‌ها است که در آن افراد در مورد موضوعات متنوع بحث می‌کنند. هر موضوع یک Subreddit دارد که در آن افراد از نظرات و پست‌های خود استفاده می‌کنند.
برای میکروبلاگینگ، ردیت می‌تواند یک بستر ارزشمند برای بیان نظرات و تعامل با کاربران دیگر باشد. رابط کاربری برای مبتدیان می‌تواند کمی ناآشنا باشد، اما گزینه sort برای یافتن موضوعات داغ، بحث‌برانگیز یا جدید وجود دارد.
کاربران ردیت باید قوانین محتوایی این پلتفرم را رعایت کنند. این سایت دارای الگوریتم‌هایی است که اگر نوشته شما مطابق با دستورالعمل‌های سایت نباشد، می‌توانند ظاهر یا محتوای نوشته شما را تغییر دهند.

### تامبلر
تامبلر رقیب نزدیک توییتر در حوزه میکروبلاگینگ می‌باشد. این سایت بیش از ۴۶۶ میلیون وبلاگ دارد و یک بستر محبوب برای میکروبلاگینگ‌ها است. می‌توانید پست‌های وبلاگ خود را به اشتراک بگذارید و وبلاگ‌های دیگران را دنبال کنید. وبلاگ‌هایی که دنبال می‌کنید در داشبورد شما ظاهر می‌شوند و می‌توانید در مورد آنها نظر دهید. از نظر تعداد کاراکترها، تامبلر نسبت به توییتر محدودیت‌های کمتری دارد. اما این پلتفرم تعداد کاراکترها را برای پاسخ به ۴۷۵ کاراکتر و در مورد پیام‌ها هم تا ۵۰۰ کاراکتر محدود می‌کند.
حد متن ارسالی از اندرویدو آی‌اواس تا ۲۵۰ کاراکتر در روز می‌باشد. کاربران می‌توانند هرچیزی را در تامبلر برای دیگران ارسال کنید از جمله متن، گفتگوها، کلیپ‌های صوتی/ تصویری، پیوندها، نقل قول‌ها، تصاویر استاتیک، GIF، که همه این موارد در تامبلر ساپورت می‌شود.

## تفاوت میکروبلاگینک و وبلاگ‌نویسی
این دو در عین شباهت زیادشان، تفاوت‌هایی هم دارند. بلاگ‌پست‌ها درعین‌حال که محتوای بسیار غنی و جامعی دارند، محدودیتی در نوع رسانه و تعداد کلمات ندارند. برای مثال، یک بلاگ‌پست می‌تواند متشکل از انواع محتوا به‌صورت نوشتاری، عکس، صوت، ویدئو، اینفوگرافیک، گیف و… باشد. طبیعتاً پیاده‌سازی بلاگ‌پست بسیار زمان‌بر است. در مقابل، میکروبلاگینگ نسبت به نوع رسانه و تعداد کاراکترها محدود بوده و در عوض سرعت انتشار آن بیشتر است.

### مزایای میکروبلاگینگ
- سرعت انتشار بالا؛
- انتقال پیام مستقیم به مخاطب؛
- جذب حداکثری واکنش‌های مخاطبان در قالب لایک، نظر و… به دلیل بستر اجتماعی؛
- نیاز به تداوم برای دیده‌شدن توسط الگوریتم‌های شبکهٔ اجتماعی؛
- هزینه‌های جانبی کمتر؛
- فواصل زمانی کوتاه در تعامل با مخاطب.
- مناسب برای موبایل‌ها[۹]

### محدودیت‌های میکروبلاگینگ
- محدودیت در استفاده از رسانه‌ها؛
- محدودیت در تعداد کلمات؛
- عدم دریافت رتبه در گوگل؛
- نیاز به‌بروزرسانی به‌صورت منظم؛
- احتمال ازدست‌رفتن مطالب از دید مخاطب.

## موضوعات
میکروبلاگ‌های برند فرصت‌های قابل توجهی را برای شرکت‌ها فراهم می‌آورند تا در آغاز تعاملات شرکت با مصرف‌کننده نقش فعالی داشته باشند تا روابط مصرف‌کننده با برند را ایجاد نمایند.
متداول‌ترین انواع محتوا که از طریق میکروبلاگ‌ها به اشتراک گذاشته می‌شود، به روزرسانی اخبار، نامه‌ها، نقل قول‌ها، موارد برجسته رویداد، محتوای تولید شده توسط کاربر و اینفوگرافیک‌ها می‌باشد. از آنجا که ۷۸٪ بازاریابان برای اثربخشی بیشتر، محتوای تصویری تولید می‌کنند، بیشتر میکروبلاگ‌ها حاوی تصاویر یا گرافیک‌های متحرک هستند.